# Temporada da ATP de 1991
O ATP Tour de 1991 foi a segunda edição circuito mundial de tênis profissional sob o nome ATP Tour, organizado pela Associação de Tenistas Profissionais.

## Tenistas debutantes
- Alberto Berasategui
- Byron Black
- Jonas Björkman
- Àlex Corretja
- Hendrik Dreekman
- Thomas Enqvist
- Hernán Gumy
- Andrei Medvedev
- Daniel Nestor
- Leander Paes
- David Prinosil
- Patrick Rafter
- Greg Rusedski
- Christian Ruud